# Sean Soriano
Sean Soriano (Providence, Rhode Island, 6 de octubre de 1989) es un artista marcial mixto estadounidense que compitió en la división de peso pluma de Ultimate Fighting Championship.

## Primeros años
Nacido y criado en Providence, Rhode Island, luchó en la Escuela Secundaria Mount Pleasant y se convirtió en el campeón estatal en 145lbs en su último año. También jugó con éxito al fútbol y al béisbol en el instituto. Comenzó a entrenar en artes marciales mixtas tras graduarse en el instituto en 2007.

## Carrera en las artes marciales mixtas

### Inicios
Debutó como profesional en 2009 compitiendo principalmente en promociones regionales a lo largo de Nueva Inglaterra antes de trasladarse a Florida del Sur en 2011, donde comenzó a entrenar en Blackzilians. Consiguió un récord de 8-0, antes de firmar con UFC a finales de 2013.

### Ultimate Fighting Championship
Debutó en UFC contra Tatsuya Kawajiri el 4 de enero de 2014 en UFC Fight Night: Rockhold vs. Philippou. Perdió el combate por sumisión en el segundo asalto.
Estaba programado para enfrentarse a Estevan Payan el 19 de abril de 2014 en UFC on Fox: Werdum vs. Browne. Sin embargo, se vio obligado a retirarse debido a una lesión y fue sustituido por Mike Brown. A su vez, Brown se vio obligado a abandonar el combate y fue sustituido por el recién llegado a la promoción Alex White.
Estaba programado para enfrentarse a Andre Fili el 5 de septiembre de 2014 en UFC Fight Night: Souza vs. Mousasi. Sin embargo, Fili tuvo que abandonar el combate por una lesión y fue sustituido por Chas Skelly. Ganó el combate por decisión unánime.
Se enfrentó a Charles Rosa el 18 de enero de 2015 en UFC Fight Night: McGregor vs. Siver. Perdió el combate por sumisión en el tercer asalto. Posteriormente, fue liberado de la promoción.

### Legacy FC
Tras su salida de UFC, se enfrentó a Josh Quayhagen el 13 de noviembre de 2015 en Legacy FC 48. Ganó el combate por KO en el primer asalto.
Se enfrentó a Thomas Webb el 25 de marzo de 2016 en Legacy FC 52. Perdió el combate por TKO en el tercer asalto.

### CES MMA
Se enfrentó a Levan Makashvili el 23 de septiembre de 2016 en CES MMA 38. Perdió el combate por sumisión en el segundo asalto.
Se enfrentó a Jacob Bohn el 12 de mayo de 2017 en CES MMA 44. Ganó el combate por TKO en el segundo asalto.
Se enfrentó a Jonathan Gary el 6 de abril de 2018 en CES MMA 49. Ganó el combate por sumisión en el primer asalto.

#### Campeonato de Peso Pluma de CES MMA
Se enfrentó a Bruce Boyington por el vacante Campeonato de Peso Pluma el 3 de agosto de 2018 en CES MMA 51. Perdió el combate por sumisión en el segundo asalto.
Se enfrentó a Saul Almeida el 26 de julio de 2019 en CES MMA 57. Ganó el combate por KO en el primer asalto.

#### Cage Fury y UAE Warriors
Se enfrentó a Jose Mariscal el 18 de septiembre de 2020 en Cage Fury FC 85. Ganó el combate por decisión unánime.
Se enfrentó a Noad Lahat el 20 de marzo de 2021 en UAE Warriors 18. Ganó el combate por TKO en el primer asalto.

### Regreso a UFC
Se enfrentó a Christos Giagos el 15 de mayo de 2021 en UFC 262. Perdió el combate por sumisión en el segundo asalto.
Se enfrentó a Shayilan Nuerdanbieke el 20 de noviembre de 2021 en UFC Fight Night: Vieira vs. Tate. Perdió el combate por decisión unánime.
El 10 de febrero de 2022 se anunció que fue liberado por la UFC.

### Eagle FC
Se enfrentó a Paulo Silva el 20 de mayo de 2022 en Eagle FC 47. En el pesaje, Silva no alcanzó el peso para el combate, pesando 156.6 libras y fue multado con un porcentaje de su bolsa y el combate continuó con el peso acordado. Perdió el combate por decisión dividida.

## Récord en artes marciales mixtas
| Resultado | Récord | Oponente              | Método                                            | Evento                              | Fecha                    | Ronda | Tiempo | Localización              | Notas                                                                 |
| --------- | ------ | --------------------- | ------------------------------------------------- | ----------------------------------- | ------------------------ | ----- | ------ | ------------------------- | --------------------------------------------------------------------- |
| Derrota   | 14-9   | Paulo Silva           | Decisión (dividida)                               | Eagle FC 47                         | 20 de mayo de 2022       | 3     | 5:00   | Miami, Florida            | Regreso al peso ligero; Silva no alcanzó el peso (156.6 libras).      |
| Derrota   | 14-8   | Shayilan Nuerdanbieke | Decisión (unánime)                                | UFC Fight Night: Vieira vs. Tate    | 20 de noviembre de 2021  | 3     | 5:00   | Las Vegas, Nevada         |                                                                       |
| Derrota   | 14-7   | Christos Giagos       | Sumisión técnica (estrangulamiento brabo)         | UFC 262                             | 15 de mayo de 2021       | 2     | 0:59   | Houston, Texas            | Combate de peso ligero.                                               |
| Victoria  | 14-6   | Noad Lahat            | TKO (puñetazos)                                   | UAE Warriors 18                     | 20 de marzo de 2021      | 1     | 2:01   | Abu Dhabi                 | Combate de peso acordado (150 libras).                                |
| Victoria  | 13-6   | Jose Mariscal         | Decisión (unánime)                                | Cage Fury FC 85                     | 18 de septiembre de 2020 | 3     | 5:00   | Tunica, Misisipi          |                                                                       |
| Victoria  | 12-6   | Saul Almeida          | KO (puñetazos)                                    | CES MMA 57                          | 26 de julio de 2019      | 1     | 1:22   | Lincoln, Rhode Island     | Combate de peso ligero.                                               |
| Derrota   | 11-6   | Bruce Boyington       | Sumisión (estrangulamiento por detrás)            | CES MMA 51                          | 3 de agosto de 2018      | 2     | 1:55   | Lincoln, Rhode Island     | Por el vacante Campeonato de Peso Pluma de la CES MMA.                |
| Victoria  | 11-5   | Jonathan Gary         | Sumisión (estrangulamiento por detrás)            | CES MMA 49                          | 6 de abril de 2018       | 1     | 1:21   | Lincoln, Rhode Island     |                                                                       |
| Victoria  | 10-5   | Jacob Bohn            | TKO (patadas en las piernas)                      | CES MMA 44                          | 12 de mayo de 2017       | 2     | 3:21   | Lincoln, Rhode Island     | Regreso al peso pluma.                                                |
| Derrota   | 9-5    | Levan Makashvili      | Sumisión (estrangulamiento por detrás)            | CES MMA 38                          | 23 de septiembre de 2016 | 2     | 4:05   | Lincoln, Rhode Island     | Combate de peso acordado (157 libras); Makashvili no alcanzó el peso. |
| Derrota   | 9-4    | Thomas Webb           | TKO (puñetazos)                                   | Legacy FC 52                        | 25 de marzo de 2016      | 3     | 1:25   | Lake Charles, Luisiana    | Combate de peso acordado (160 libras).                                |
| Victoria  | 9-3    | Josh Quayhagen        | KO (puñetazo)                                     | Legacy FC 48                        | 13 de noviembre de 2015  | 1     | 3:21   | Lake Charles, Luisiana    | Debut en el peso ligero.                                              |
| Derrota   | 8-3    | Charles Rosa          | Sumisión técnica (estrangulamiento D'Arce)        | UFC Fight Night: McGregor vs. Siver | 18 de enero de 2015      | 3     | 4:43   | Boston, Massachusetts     |                                                                       |
| Derrota   | 8-2    | Chas Skelly           | Decisión (unánime)                                | UFC Fight Night: Souza vs. Mousasi  | 5 de septiembre de 2014  | 3     | 5:00   | Mashantucket, Connecticut |                                                                       |
| Derrota   | 8-1    | Tatsuya Kawajiri      | Sumisión técnica (estrangulamiento por detrás)    | UFC Fight Night: Saffiedine vs. Lim | 4 de enero de 2014       | 2     | 0:40   | Marina Bay Sands          |                                                                       |
| Victoria  | 8-0    | Elvin Leon Brito      | Decisión (unánime)                                | CFA 11                              | 24 de mayo de 2013       | 5     | 5:00   | Coral Gables, Florida     | Defendió el Campeonato Interino de Peso Pluma de la CFA.              |
| Victoria  | 7-0    | Victor Delgado        | Decisión (unánime)                                | CFA 9                               | 19 de enero de 2013      | 5     | 5:00   | Coral Gables, Florida     | Ganó el Campeonato Interino de Peso Pluma de la CFA.                  |
| Victoria  | 6-0    | Matthew Perry         | Sumisión (estrangulamiento por detrás)            | CFA 7                               | 30 de junio de 2012      | 1     | 2:44   | Coral Gables, Florida     |                                                                       |
| Victoria  | 5-0    | Lee Metcalf           | KO (puñetazos)                                    | CES MMA: Extreme Measures           | 3 de febrero de 2012     | 1     | 0:34   | Lincoln, Rhode Island     | Combate de peso acordado (153 libras).                                |
| Victoria  | 4-0    | Lionel Young          | Sumisión técnica (estrangulamiento por triángulo) | AFO: Halloween Havoc 3              | 7 de octubre de 2011     | 1     | 4:16   | Mansfield, Massachusetts  | Combate de peso acordado (150 libras).                                |
| Victoria  | 3-0    | Denis Hernandez       | TKO (parada médica)                               | UCC 1: Merciless                    | 19 de marzo de 2010      | 2     | 5:00   | Jersey City, Nueva Jersey |                                                                       |
| Victoria  | 2-0    | Mike Erosa            | Sumisión (estrangulamiento por guillotina)        | MAXX FC 4                           | 19 de junio de 2009      | 2     | 1:25   | Carolina                  |                                                                       |
| Victoria  | 1-0    | Erick Herrera         | TKO (parada médica)                               | CFX 2                               | 5 de junio de 2009       | 1     | 5:00   | Worcester, Massachusetts  | Debut en el peso pluma.                                               |